# Tigris

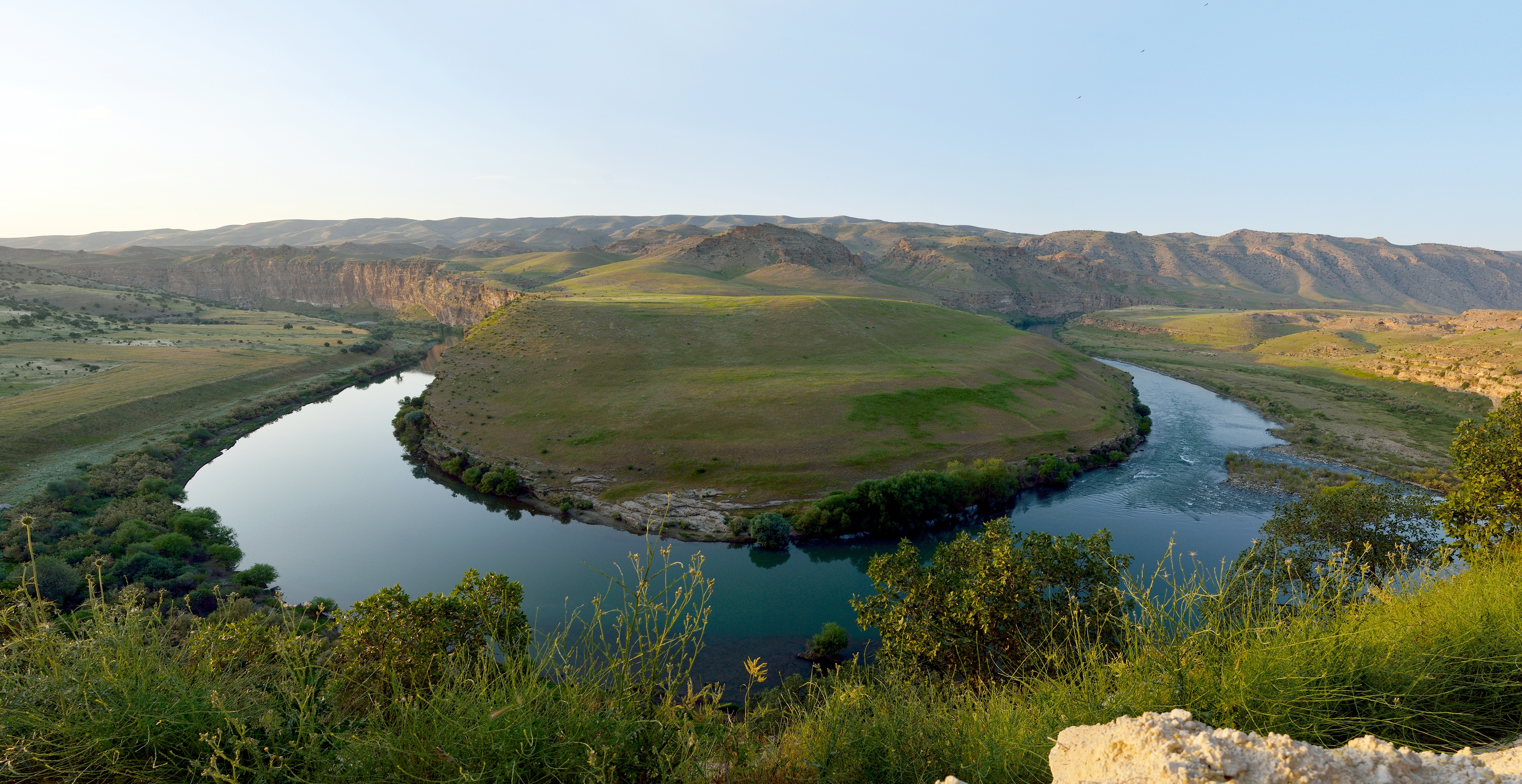
Tigris, Êlih.

El Tigris (en arameo: ܕܩܠܬ, Deqlath; en turco: Dicle; en árabe: دجلة‎, Diŷla) es un gran río de 1900 kilómetros de longitud en Oriente Próximo, el más oriental de los dos grandes ríos que definen la Mesopotamia (de hecho, el nombre «Mesopotamia» significa «tierra entre los ríos»), siendo el otro el Éufrates. Nace en la confluencia de los ríos Maden Çayı y Dibni Çayı, represados por el embalse de Dicle. Las cabeceras de los ríos nacen en los Sureste de Tauro, en el este de Turquía. El Tigris corre hacia el sur y más tarde hacia el este a través de la provincia de Diyarbakır. Más tarde forma la frontera con Siria durante un corto tramo. A continuación, el Tigris fluye a través de Irak, donde se une al Éufrates para formar el Shatt al-Arab, que desemboca en el Golfo Pérsico. Junto con el Éufrates, el Tigris, cuya cuenca hidrográfica abarca 375.000 km², forma la Bifromia, en la que se desarrollaron algunas de las primeras civilizaciones avanzadas. 

## Etimología
El primer nombre conocido del río en sumerio era Idigna o Idigina, que puede ser interpretado como el río rápido o el río que fluye, en contraste con su vecino el Éufrates, cuyo caudal más lento provocaba que se depositaran más sedimentos y construyera un lecho más alto que el Tigris. En pahlaví, tigr significa flecha (de la misma familia que el persa antiguo tigra-, y el persa moderno têz: agudo). Sin embargo, no parece que este fuera el nombre original del río, sino más bien parece que fue acuñado (de forma similar que en las lenguas semíticas) como imitación del nombre local sumerio. Es también posible que el nombre Tigris sea derivado del idioma kurdo, en el que tij significa agudo, refiriéndose al Tigris como un río agudo y rápido. Dado que no existe un equivalente a la letra j en griego, se utilizó la letra g, derivando posiblemente en tig a partir de tij.
Otro nombre dado a este río, utilizado desde el tiempo del Imperio persa, es Arvand, que tiene el mismo significado. El nombre Arvand se refiere a la parte baja del Tigris en el idioma persa.
El Tigris es conocido en la Biblia con el nombre de Hidekel, que era uno de los cuatro ríos en los que se dividía la corriente de agua que procedía del Edén, (Biblia Génesis 2:10-14).

## Descripción

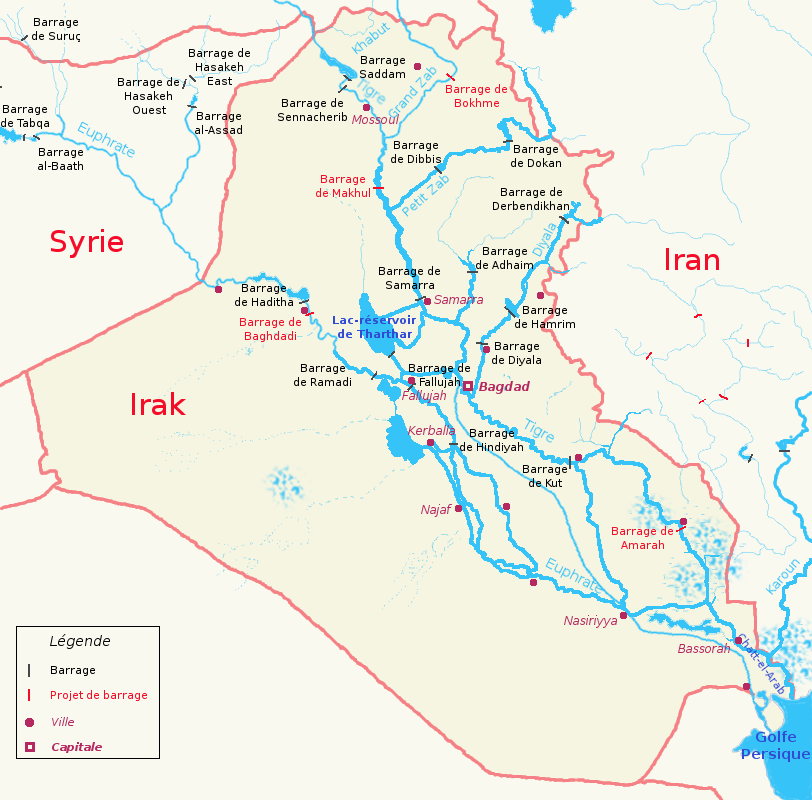
Obras hidráulicas iraquíes.

El Tigris tiene una longitud de unos 1900 km. Nace en los montes Tauro de Turquía oriental y fluye en general hacia el sureste. Recorre 400 km en Turquía, 32 km en la frontera con Siria y 1418 km en territorio iraquí, hasta que se une al Éufrates cerca de Al-Qurnah en el sur de Irak. Los dos ríos forman el canal de Shatt al-Arab, que desemboca en el golfo Pérsico. A este río llegan muchos afluentes, como el río Diyala, el Gran Zab y el Pequeño Zab.
Bagdad, la capital de Irak, se halla en la orilla oeste del Tigris, mientras que la ciudad portuaria de Basora está junto al Shatt al-Arab. En la Antigüedad, muchas de las grandes ciudades de Mesopotamia se hallaban junto a alguno de los dos ríos, o al menos cerca de ellos, aprovechando sus aguas para irrigar la civilización sumeria. Entre las ciudades más importantes del Tigris se encontraban Nínive, Ctesifonte y Seleucia del Tigris, mientras que la ciudad de Lagash estaba irrigada por agua del Tigris a través de un canal construido hacia el año 2400 a. C. La ciudad natal de Sadam Huseín, Tikrit, también se encuentra junto al río, y además su nombre está basado en el del propio río.
En la parte inferior de su curso, su perfil longitudinal muy plano propició la formación de importantes pantanos que se extendieron sobre 12.000 km2 entre el Tigris y el Éufrates. Estas marismas estaban en fuerte decadencia bajo el doble efecto de la construcción de numerosas presas en los dos ríos y de una política de drenaje desaforada, pero tras la guerra de Irak en 2003, los chiitas del sur destruyeron parcialmente los diques, reconstituyendo así el 40% de la pantanos.
El Tigris ha sido una ruta de transporte importante durante mucho tiempo a través de un territorio mayormente desértico. Es navegable hasta Bagdad por botes de poco calado, pero se requiere de balsas para el transporte hasta Mosul. El comercio fluvial por el río ha decaído durante el siglo XX debido a que las vías ferroviarias y carreteras entre Basora, Bagdad y Mosul han sustituido una gran parte del tráfico por la zona.

## Administración y calidad del agua

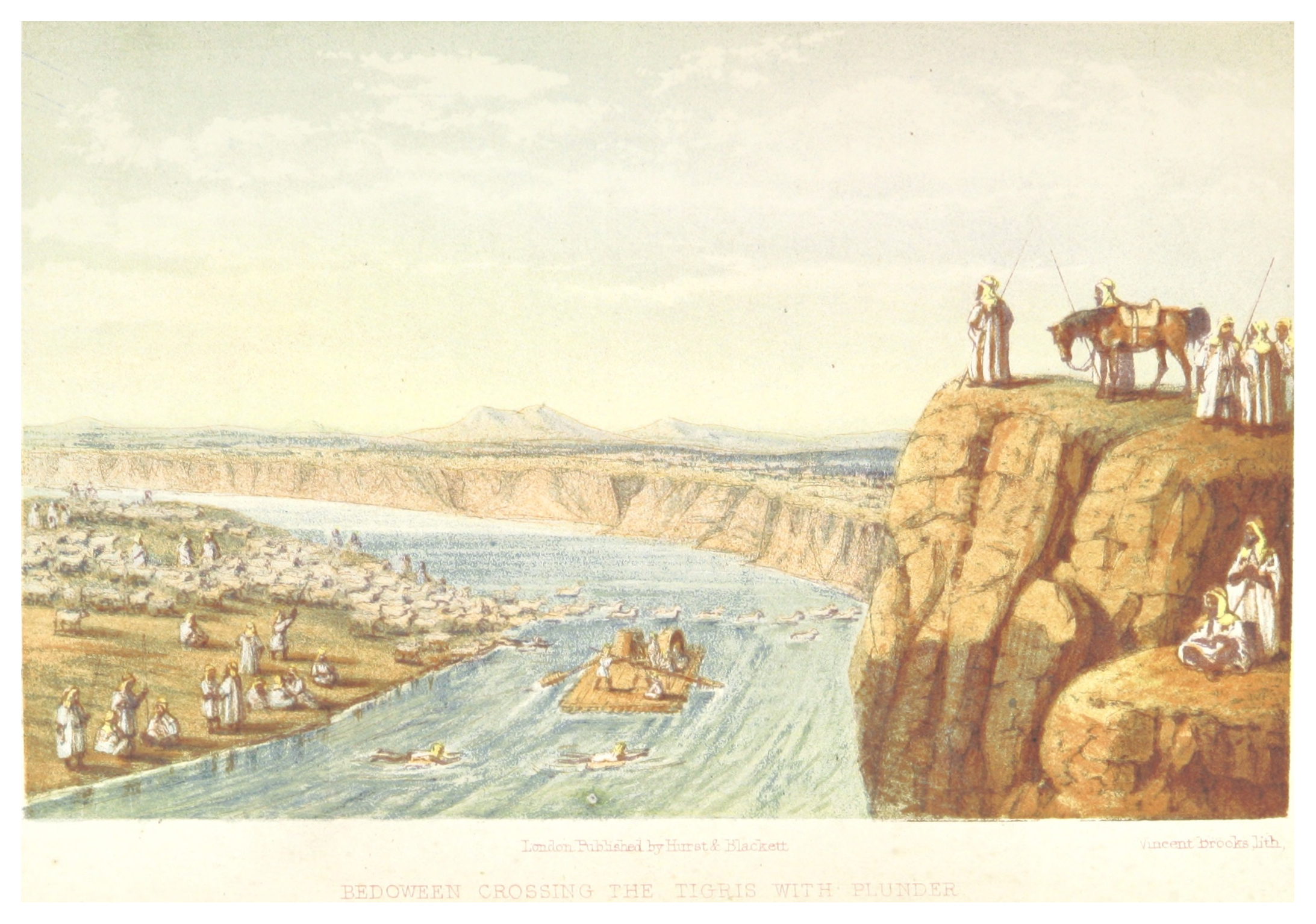
Ilustración del río Tigris en un grabado de 1860.

El Tigris es un río muy represado, tanto en Irak como en Turquía, para suministrar agua para el riego a regiones áridas o semidesérticas que bordean el río. Las presas han sido importantes para controlar las inundaciones en Irak, a las que el Tigris ha sido históricamente propenso después del deshielo en las montañas turcas en abril. Las últimas presas turcas en el río han estado sujetas a cierta controversia, tanto por los efectos medioambientales en Turquía como por su potencial para reducir el caudal aguas abajo.
Las fuerzas de la coalición dirigidas por Estados Unidos destruyeron las plantas de tratamiento de aguas durante la guerra del Golfo en 1990, afectando a la calidad de agua del Tigris.
Desde la invasión de Irak de 2003, la coalición de Estados Unidos declara que la calidad del agua del Tigris ha mejorado en Irak gracias a sus esfuerzos en la rehabilitación y expansión de las plantas de tratamiento de aguas. No existen verificaciones independientes debido a la falta de seguridad.
| Afluente                           | Superficie de la cuenca en miles de km² | Caudal en millardos de m³ |
| ---------------------------------- | --------------------------------------- | ------------------------- |
| Tigris (en la frontera de Turquía) | 155                                     | 21                        |
| Gran Zab                           | 26                                      | entre 10 y 13,5           |
| Zab                                | entre 21,5 y 31                         | 7,2                       |
| Adhaim                             | 13                                      | 0,8                       |
| Diyala                             | 32,9                                    | entre 5,4 y 5,7           |
| Total                              | 258                                     | entre 44,4 y 48,2         |

### Afluentes
- Turquía:
Batman
- Irak:
  - Gran Zab
  - Zab
  - Diyala
  - Adhaim
- Irán (al sur de Shatt al-Arab):
  - Karoun

### Embalses[1]
- Embalse de Dicle
- Embalse de Ilisu, en construcción en Turquía.
- Embalse de Cizre, en construcción en Turquía.
- Embalse de Dohuk, en el río Dohuk, en el Kurdistán iraquí.
- Embalse de Bastora, en el río Bastora.
- Embalse de Mosul.
- Embalse de Darbandikhan, en el río Diala.
- Embalse de Dukan, en el río Pequeño Zab.
- Embalse de Dibis, en el río Pequeño Zab.
- Embalse de Samarra.
- Embalse de Hemrin, en el río Diala.
- Embalse de Bawanur, en construcción en el río Diala.
- Embalse de Badush.
- Embalse de Bekhme, en el río Gran Zab.
- Embalse de Deralok, en construcción en el río Gran Zab.
- Embalse de Adhaim, en el río Adhaim.
- Embalse de Kut.

## Historia
El río Tigris, uno de los dos grandes ríos (junto al Éufrates) que definen Mesopotamia, tiene una historia rica y antigua que se extiende por varios milenios. El Tigris ha sido una arteria vital para las civilizaciones a lo largo de la historia, facilitando el crecimiento de ciudades, el intercambio de ideas y el desarrollo de sociedades complejas. Su importancia se extiende más allá de su papel como fuente de agua para abarcar dimensiones culturales, económicas y geopolíticas que continúan moldeando la región en la actualidad.
A su vera se han desarrollado las civilizaciones antiguas de Sumeria y Acadia. El Tigris, junto con el Éufrates, fue fundamental para el desarrollo de la civilización sumeria en el sur de Mesopotamia (actual sur de Irak). Los sumerios construyeron un extenso sistema de irrigación mediante canales y diques para aprovechar las aguas del río en la agricultura. Este excedente agrícola permitió el crecimiento de centros urbanos como Ur y Uruk, que se convirtieron en tempranos centros de civilización. Por otra parte bajo Sargón de Acad (alrededor del siglo XXIII a. C.), el Imperio Acadio se expandió por Mesopotamia, utilizando el río Tigris para el transporte y la comunicación entre ciudades.
En cuanto al Imperio Babilónico, especialmente durante el reinado de Hammurabi (alrededor del siglo XVIII a. C.), utilizó el río Tigris para mejorar el comercio e intercambio cultural. Babilonia, situada a lo largo del Éufrates pero conectada al Tigris mediante canales, se convirtió en un próspero centro de comercio y gobierno. Mientras que el Imperio Asirio, conocido por su poder militar y expansión territorial, estableció sus capitales en Nínive y Assur a lo largo del río Tigris. Estas ciudades sirvieron como centros estratégicos para el comercio y la administración, facilitando el transporte de bienes y recursos a través del imperio.
Durante la Edad de Oro Islámica fue fundada Bagdad en 762 d. C. por el Califato Abasí, Bagdad se convirtió en una de las ciudades más importantes del mundo islámico. Situada en el río Tigris, Bagdad prosperó como centro de aprendizaje, comercio y cultura. La Casa de la Sabiduría, un centro intelectual, floreció aquí, traduciendo y preservando textos antiguos griegos y persas.
Durante la época moderna el río ha sido motivo de tensiones geopolíticas. En especial en los siglos XX y XXI, el río Tigris ha sido fuente de tensiones entre países que comparten su cuenca, como Turquía, Siria e Irak. La construcción de presas por parte de Turquía aguas arriba ha afectado el flujo de agua aguas abajo, impactando la agricultura, los ecosistemas y la disponibilidad de agua en Irak y más allá. La gestión de los recursos hídricos sigue siendo una cuestión crítica en la región.
Una serie de importantes descubrimientos de sitios arqueológicos han tenido lugar, a lo largo de las orillas del río Tigris y sus afluentes, proporcionando conocimientos sobre las antiguas civilizaciones mesopotámicas. Ciudades como Nimrud, Nínive y Ctesifonte revelan los logros arquitectónicos, artísticos y culturales de los antiguos imperios.

## Religión y mitología
En la mitología sumeria, el Tigris fue creado por el dios Enki, que llenó el río de agua corriente.
En la mitología hitita y hurrita, Aranzah (o Aranzahas en la forma nominativa hitita) es el nombre hurrita del río Tigris, que fue divinizado. Era hijo de Kumarbi y hermano de Teshub y Tašmišu, uno de los tres dioses escupidos por la boca de Kumarbi en el monte Kanzuras. Más tarde se confabuló con Anu y los Teshub para destruir a Kumarbi (El ciclo de Kumarbi).
El Tigris aparece dos veces en el Antiguo Testamento. En primer lugar, en el Libro del Génesis, es el tercero de los cuatro ríos que se ramifican del río que sale del Jardín del Edén. La segunda mención es en el Libro de Daniel, en el que Daniel afirma que recibió una de sus visiones "cuando estaba junto a ese gran río que es el Tigris".
El río Tigris también se menciona en el Islam en Sahih Al-Bujari y Muslim que describió el río (Éufrates) se secará cerca del tiempo final para desvelar un tesoro de oro y ha prohibido a nadie tomar el oro  La tumba del Imam Ahmad Bin Hanbal y de Syed Abdul Razzaq Jilani se encuentra en Bagdad y el caudal del Tigris restringe el número de visitantes. 
Baha'ullah, fundador de la Fe Baháʼí, también escribió Las Palabras Ocultas hacia 1858 mientras paseaba por las orillas del río Tigris durante su exilio en Bagdad.

Escudo de armas del Reino de Iraq 1932-1959 que representa los dos ríos, la confluencia Shatt al-Arab y el bosque de palmeras datileras, que solía ser el más grande del mundo.

El río figuró en el escudo de armas de Iraq de 1932 a 1959.